# 木村文子
木村 文子（きむら あやこ、1988年6月11日 - ）は、日本の陸上競技選手、陸上競技指導者。専門は100mハードル、走幅跳。エディオン所属、テレビ出演等のマネジメントは三桂が行っている。陸上界屈指の美女ランナーとして知られる。広島東洋カープの大ファン。

## 経歴
広島県広島市安佐北区可部出身。広島市立可部南小学校～広島市立可部中学校～広島県立祇園北高等学校を経て、横浜国立大学教育人間科学部卒業。
横国大時代は日本学生陸上競技対校選手権大会の100mハードルや走幅跳に4年連続出場した。2009年の第78回大会は100mハードルで2位。大学4年の2010年9月、第79回大会の100mハードルで大会新記録となる13秒28をマークして初優勝を飾った。
2011年4月、エディオンに入社。6月の第95回日本陸上競技選手権大会の100mハードルを13秒32の記録で制して大会初優勝を飾る。同大会では走幅跳も10位の成績を残した。7月に神戸で行なわれた第19回アジア陸上競技選手権大会の100mハードルに日本代表として出場し、4位に入賞した。9月に行なわれた第59回全日本実業団対抗陸上競技選手権大会の100mハードルでも優勝、10月の第66回国民体育大会成年女子100mハードルも自己新記録となる13秒19の記録で制した。
2012年4月、第46回織田幹雄記念国際陸上競技大会の100mハードルは自己新記録となる13秒04を記録し優勝した。6月の第96回日本陸上競技選手権大会の100mハードルは2連覇を飾って、ロンドンオリンピック女子100mハードル日本代表に選出された。ロンドンは13秒75の予選1組7着であった。また自社のCMキャラクターに起用された。
2013年6月の第97回日本陸上競技選手権大会は13秒03を記録したが、紫村仁美に僅差の2位。7月、インド・プネーで開催された第20回アジア陸上競技選手権大会に出場し13秒25の記録で優勝、アジア女王に輝いた。
2017年8月のロンドン世界陸上では、予選2組で13秒15の4着に入り、世界陸上では日本人初の女子100mHで準決勝進出となった。準決勝2組では13秒29で8着に終わった。
2020年10月、広島大学大学院人間社会科学研究科人文社会科学専攻人間総合科学プログラム博士課程前期に入学。
2021年1月、同シーズン限りでの引退を表明。　
2021年7月の開催となった2020年東京オリンピックの陸上競技女子100m障害予選では13秒25で予選7着に終わった。
2021年12月27日、記者会見にて正式に引退を発表し、2月からはエディオンの一般種目コーチに就任予定。「今後は後進の育成と、一人でも多くのみなさんに陸上競技の魅力、楽しさを伝えられるように普及活動をして、夢を与えていくことができればと思います」と今後について語った。
2023年6月23日、日本陸連理事に就任。
同6月30日、自身のSNSで「私事で大変恐縮ですが、この度ご縁があり、結婚いたしました。いただいたご縁を大切にして、笑顔溢れる家庭を築いていきたいと思います」と報告した。　
2025年3月3日、インスタグラム内で第一子を出産していたことを発表。

## 自己記録
- 100メートル競走 - 11秒95（2012年10月6日、第67回国民体育大会）[15]
- 100mハードル - 13秒03（2013年6月8日、第97回日本陸上競技選手権大会、日本歴代7位）
- 走幅跳 - 6m17

## 出演

### テレビ
- 世界陸上 ハンガリー ブダペスト大会（2023年8月19日-26日、TBS）解説・フィールドレポーター
- めざせ!2020年のオリンピアン（NHK総合、2014年12月14日）
- 進め!スポーツ元気丸（2022年3月4月、広島テレビ）マンスリーキャスター
- テレビ派（2022年3月29日 - 2024年3月、広島テレビ）隔週火曜コメンテーター
- 5up!（2022年4月5日 - 、広島ホームテレビ）隔週火曜コメンテーター
- TSSライク!（2022年4月6日 - 、テレビ新広島）毎週水曜コメンテーター→毎週木曜コメンテーター[注 1]
- イマナマ!（2024年4月11日 - 、中国放送）木曜コメンテーター

### ラジオ
- ひろしまコイらじ（2022年4月4日 - 、NHK広島ラジオ）毎週月曜パーソナリティー